# Lista över organisationer för ex-muslimer

Zentralrat der Ex-Muslime grundat i Tyskland 2007, är den första organisationen för muslimer som begått apostasi.

Detta är lista över organisationer som stöttar personer som avsagt sin muslimska tro; sorterade efter grundande.
| Namn                                                 | År    | Område                              | Noter                                                               |
| ---------------------------------------------------- | ----- | ----------------------------------- | ------------------------------------------------------------------- |
| Zentralrat der Ex-Muslime (ZdE)                      | 2007  | Tyskland                            | Den första organisationen för fd muslimer.                          |
| Council of Ex-Muslims of Britain (CEMB)              | 2007  | Storbritannien                      |                                                                     |
| Central Committee for Ex-Muslims                     | 2007  | Nederländerna                       | Upphörde 2008.                                                      |
| Former Muslims United                                | 2009  | USA                                 |                                                                     |
| Ex-Muslims Initiative                                | 2010  | Österrike                           | Grundad under namnet Council of Ex-Muslims of Austria               |
| Movement of Ex-Muslims of Belgium                    | 2011  | Belgien                             |                                                                     |
| Association of Ex-Muslims of Switzerland             | 2012  | Schweiz                             | Grundad av Kacem El Ghazzali.                                       |
| Atheist Republic                                     | 2012  | Världen                             | Grundad av Armin Navabi(en) i Iran som "Iranian Atheists" på Orkut. |
| Atheist & Agnostic Alliance Pakistan                 | 2012  | Pakistan                            |                                                                     |
| Ex-Muslims North Meetup Group                        | 2012  | England                             | Återfinns i Bradford.                                               |
| Council of Ex-Muslims of Singapore                   | 2012  | Singapore                           |                                                                     |
| Muslimish                                            | 2012  | USA                                 |                                                                     |
| Ex-Muslims of North America(en) (EXMNA)              | 2013  | Kanada USA                          |                                                                     |
| Council of Ex-Muslims of France (CEMF)               | 2013  | Frankrike                           |                                                                     |
| Council of Ex-Muslims of Morocco (CEMM)              | 2013  | Marocko                             |                                                                     |
| Ex-Muslims of Scotland                               | 2014  | Skottland                           |                                                                     |
| Association of Atheism                               | 2014  | Turkiet                             | Första tillåtna organisationen för ateister i Turkiet.              |
| Faith to Faithless(en)                               | 2015  | Storbritannien                      | Grundad av Aliyah Saleem och Imtiaz Shams.                          |
| Platform New Freethinkers                            | 2015  | Nederländerna                       | Stöttat av Humanistisch Verbond.                                    |
| Ex-Muslims of Norway(no)                             | 2016  | Norge                               |                                                                     |
| Atheist Alliance of the Middle East and North Africa | 2016  | MENA                                |                                                                     |
| Council of Ex-Muslims of Sri Lanka                   | 2016  | Sri Lanka                           |                                                                     |
| Iranian Humanist                                     | 2016  | Iran                                |                                                                     |
| Ex-Muslims of Maldives[källa behövs]                 | 2017  | Maldiverna                          |                                                                     |
| Alliance of Former Muslims                           | 2017  | Irland                              |                                                                     |
| Council of Ex-Muslims of Jordan                      | 2018  | Jordanien                           |                                                                     |
| Iranian Atheists & Agnostics                         | Okänt | Iran                                |                                                                     |
| Council of Ex-Muslims of New Zealand.                | Okänt | Nya Zeeland                         |                                                                     |
| Centralrådet för ex-muslimer i Skandinavien          | Okänt | Skandinavien, huvudsakligen Sverige |                                                                     |